# Morden vid White House Farm
Morden vid White House Farm ägde rum nära byn Tolleshunt D'Arcy i Essex i England i Storbritannien, under natten den 6–7 augusti 1985.

## Händelseförlopp
Nevill och June Bamber sköts och dödades inne i sin bostad på White House Farm tillsammans med sin adopterade dotter, Sheila Caffell, och Sheilas sex år gamla tvillingsöner, Daniel och Nicholas Caffell. Den enda överlevande medlemmen i June och Nevills närmaste familj var deras adopterade son, Jeremy Bamber, då 24 år gammal, som sa att han hade varit hemma några kilometer bort när skjutningarna ägde rum.
Polisen trodde först att Sheila, som var diagnostiserad med schizofreni, hade avfyrat skotten och sedan vänt geväret mot sig själv. Men veckor efter morden berättade Jeremys före detta flickvän för polisen att han hade implicerat sig själv. Åklagaren hävdade att Bamber, motiverad av ett stort arv, hade skjutit familjen med sin fars halvautomatiska gevär och sedan placerat vapnet i sin instabila systers händer för att få det att se ut som ett mord - självmord. En ljuddämpare, som enligt åklagaren var på geväret, skulle ha gjort det för långt och Sheilas fingrar kunde därför inte nå avtryckaren för att skjuta sig själv. Jeremy dömdes för fem mord i oktober 1986, med en majoritetsdom på 10–2, till minst tjugofem års fängelse. 1994 meddelades att straffet gjorts om till livstids fängelse, något som hovrätten fastställde 2002.
Jeremy hävdade hela tiden sin oskuld, även om hans familj - som fick ekonomiskt vinning av Jeremys fällande dom - förblev övertygad om hans skuld. Mellan 2004 och 2012 lämnade hans advokater in flera misslyckade ansökningar till Criminal Cases Review Commission och argumenterade för att ljuddämparen kanske inte hade använts under mordet, att brottsplatsen kan ha skadats och sedan rekonstruerats, att brottsplatsfotografier togs veckor efter morden, och att tiden för Sheilas död hade beräknats fel.
En nyckelfråga var om Jeremy hade fått ett samtal från sin far den kvällen, där han skall ha sagt att Sheila hade "gått bärsärkagång" med ett gevär. Jeremy sa att han mottagit samtalet, och att han sedan varnade polisen och att Sheila avfyrade det sista skottet medan han och officerarna stod utanför huset. Det blev en central fråga i åklagarens fall, att fadern inte hade ringt något sådant samtal och att den enda anledningen till att Jeremy skulle ljuga om det, och det enda sättet han kunde ha känt till skjutningarna när han varnade polisen, var att han var mördaren själv.
Bamber avtjänar livstids fängelse, och har hela tiden hävdat sin oskuld. Han har upprepade gånger, utan framgång, ansökt om att upphäva sitt fängelsestraff.

## I populärkultur
Fallet blev föremål för dramaserien White House Farm, med Freddie Fox i rollen som Jeremy Bamber och Cressida Bonas som Sheila Caffell. Serien sändes i januari 2020 på ITV i Storbritannien och HBO Max i USA.